# Сафиулин, Асар Нуруллович
Асар Нуруллович Сафиулин — (род. 30.01.1945, Каменск-Уральский, Свердловская область) — советский и российский художник-портретист и живописец, почётный член Российской Академии Художеств (2014).

## Биография
По окончании средней школы № 10 Салавата поступил в Салаватский филиал Московского нефтяного института им. Губкина. Учёбу совмещал с работой слесарем на местном комбинате.
Трудился инструктором отдела административных и торгово-финансовых органов Красноводского обкома КП Туркменистана, был директором первого треста столовых в Уфе, начальником управления общественного питания Уфимского горисполкома, был заместителем генерального директора Усолье-Сибирского объединения «Химпром» — начальником ОРСа, заместителем генерального директора ОАО «Западно-Сибирский металлургический комбинат» по организационно-финансовой, инвестиционной работе, директором представительства «Запсиб» в Москве. В Уфе создал несколько культовых ресторанов — «Джайляу», «Аэлита», «Гриль-бар», «Вечерние огни».
Женат, двое детей: София и Аниса.

## Известные произведения
- Портрет Евгения Евтушенко (находится в доме-музее поэта в Переделкино)
- портрет Беллы Ахмадулиной (находится в личной коллекции Асафа Михайловича Мессерера)
- портрет русского художника Василия Шухаева (находится в галерее Российской Академии Художеств)
- портрет народного артиста РФ Александра Пороховщикова (находится в частной коллекции)
- портрет офтальмолога Святослава Федорова и портрет жены С.Федорова Ирэн Федоровой (находятся в Фонде С.Федорова)
- портрет известного политика и депутата Государственной Думы РФ Зайнуллы Абдулгалимовича Багишаева (находится в частной коллекции)
- портрет пресс-секретаря Президента России Дмитрия Пескова (находится в частной коллекции)
- портрет советский и российский государственного и политического деятеля Юрия Лужкова и портрет российской предпринимательницы Елены Батуриной (находятся в частной коллекции)
- портрет известного российского спортивного менеджера Ольги Смородской (находится в частной коллекции)
- портрет российского государственного деятеля, Президента Республики Башкортостан Рустэма Закиевича Хамитова (находится в частной коллекции)
- портрет математика, доктора физико-математических наук, профессора Рамиля Назифовича Бахтизина (находится в частной коллекции)
- портрет Булата Имашева, заслуженного артиста РСФСР, заслуженного деятеля искусств БАССР, кавалер ордена Трудового Красного Знамени (находится в доме-музее его имени в селе Азнаево Бишбулякского района Республики Башкортостан).
- Серия портретов женщин-героев СССР "Прекрасный Полк"